# Lucido Maria Parocchi
Lucido Maria Parocchi (Mantova, 13 agosto 1833 – Roma, 15 gennaio 1903) è stato un cardinale e arcivescovo cattolico italiano.

## Biografia
Era figlio di Antonio Parocchi, ricco mugnaio, e di Genoveffa Soresina.
Ricevette la cresima nel 1840.
Dopo aver frequentato il seminario di Mantova dal 1847, passò al Collegio Romano nel 1854 a Roma dove conseguì il dottorato in teologia il 5 settembre 1856.
Ordinato sacerdote il 17 maggio 1856 a Roma dal cardinale Costantino Patrizi Naro, vicario di Roma, venne incardinato nella diocesi di Mantova dove fu professore di storia ecclesiastica, di teologia morale e di diritto canonico nel seminario della città. Arciprete della parrocchia dei Santi Gervasio e Protasio, divenne prefetto della cattedrale. Socio dell'Accademia della Religione Cattolica di Roma dal 22 giugno 1870, il 10 marzo 1871 divenne prelato domestico di Sua Santità. Fu tra i fondatori e il primo direttore del periodico La Scuola Cattolica nel 1872.
Eletto vescovo di Pavia il 27 ottobre 1871, ricevette la consacrazione episcopale il 5 novembre di quell'anno nella chiesa di Santa Trinità dei Monti a Roma per l'imposizione delle mani del cardinale Costantino Patrizi Naro, decano del collegio cardinalizio, assistito da Pietro Villanova Castellacci, arcivescovo titolare di Petra, e da Salvatore Nobili Vitelleschi, vescovo di Osimo. Il 12 marzo 1877 venne promosso arcivescovo di Bologna.
Creato cardinale presbitero nel concistoro del 22 giugno 1877, il 25 giugno di quell'anno ricevette la berretta cardinalizia ed il titolo di San Sisto e fino alla nomina del cardinale Tommaso Maria Zigliara, effettuata da Leone XIII, è stato il porporato italiano più giovane.
Prese parte al conclave del 1878 che elesse papa Leone XIII.
Dal 1882 diede le proprie dimissioni dal governo pastorale della propria arcidiocesi e divenne vicario generale del pontefice per la città di Roma e per il suo distretto, dal 16 febbraio 1884, rimanendo in carica sino al 1899. Il 24 marzo 1884 optò per il titolo di Santa Croce in Gerusalemme.
Il 6 novembre 1884 consacrò vescovo il futuro papa Pio X nella basilica di Sant'Apollinare mentre il 4 dicembre 1887 consacrò la basilica di Sant'Antonio in Roma. Nel 1898 diede alla comunità romana, staccatasi per volere di papa Leone XIII dalla pia unione delle Serve infime dei Sacri Cuori, nuovi regolamenti dando così inizio alle Suore Missionarie dei Sacri Cuori di Gesù e Maria.
Dal 1º giugno 1888 all'11 febbraio 1889 fu camerlengo del collegio cardinalizio. Presidente dell'Accademia della Religione Cattolica di Roma dal 13 marzo 1889, optò quindi per il titolo di Albano dal 24 maggio 1889. Segretario del Supremo Sacro Concilio dell'Universale e Romana Inquisizione dal 5 agosto 1896, rimase in carica sino alla propria morte. Il 30 novembre 1896 optò quindi per il titolo di Porto e Santa Rufina. Vice cancelliere di Santa Romana Chiesa dal 14 dicembre 1899, rimase in carica sino alla propria morte. Traslato al titolo di San Lorenzo in Damaso in commenda (assegnato solitamente al vice cancelliere) dal 14 dicembre 1899 mantenne anche questo titolo sino alla propria morte. Presidente della commissione per l'elezione dei vescovi italiani, divenne legato a latere per la chiusura della Porta Santa della patriarcale basilica di San Paolo fuori le mura alla fine dell'anno 1900.
Fu presidente onorario del comitato per la realizzazione a Bagnoregio della statua di san Bonaventura opera di Cesare Aureli fusa nel 1895 e collocata nella piazza antistante la chiesa di Sant'Agostino.
Morì il 15 gennaio 1903 per un attacco cardiaco a Roma. La sua salma venne esposta dapprima nel Palazzo della Cancelleria e poi nella basilica di San Lorenzo in Damaso a Roma dove ebbero luogo anche i funerali a cui assistette pure Angelo Giuseppe Roncalli, il futuro Giovanni XXIII, indicandolo come modello di scienza e virtù. Venne sepolto nella cappella della Sacra Congregazione di Propaganda Fide nel cimitero del Verano a Roma.

## Genealogia episcopale e successione apostolica
La genealogia episcopale è:
- Cardinale Scipione Rebiba
- Cardinale Giulio Antonio Santori
- Cardinale Girolamo Bernerio, O.P.
- Arcivescovo Galeazzo Sanvitale
- Cardinale Ludovico Ludovisi
- Cardinale Luigi Caetani
- Cardinale Ulderico Carpegna

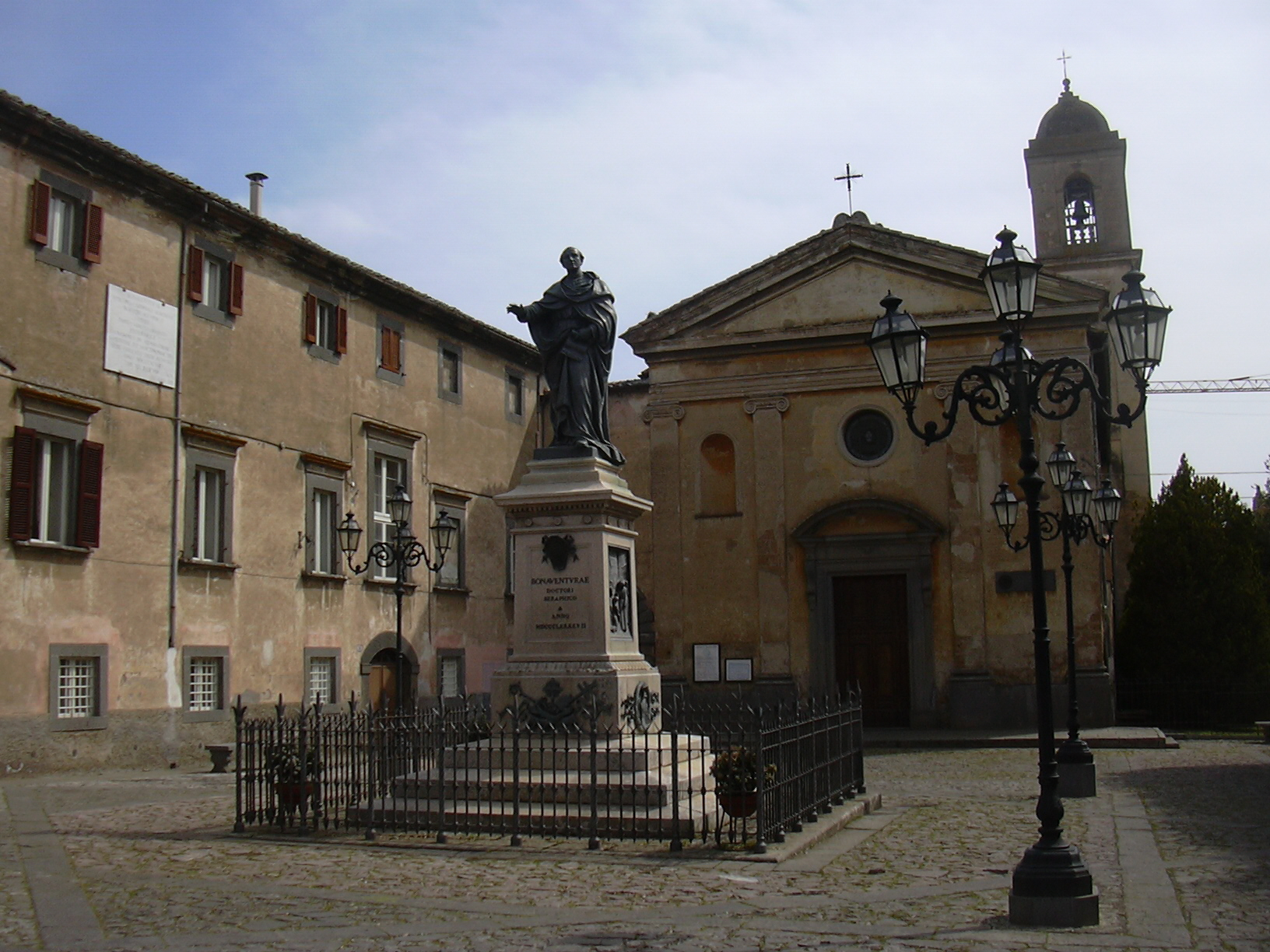
Monumento a san Bonaventura nella piazza Sant'Agostino di Bagnoregio

- Cardinale Paluzzo Paluzzi Altieri degli Albertoni
- Papa Benedetto XIII
- Papa Benedetto XIV
- Papa Clemente XIII
- Cardinale Marcantonio Colonna
- Cardinale Giacinto Sigismondo Gerdil, B.
- Cardinale Giulio Maria della Somaglia
- Cardinale Carlo Odescalchi, S.I.
- Cardinale Costantino Patrizi Naro
- Cardinale Lucido Maria Parocchi

La successione apostolica è:
- Cardinale Agostino Gaetano Riboldi (1877)
- Vescovo Gaetano Ratta (1879)
- Vescovo Rocco Leonasi (1882)
- Vescovo Biagio Sibilia (1883)
- Vescovo Tullio Sericci (1883)
- Vescovo Tommaso Mesmer (1883)
- Vescovo Bernardino Caldaioli (1883)
- Papa Pio X (1884)
- Arcivescovo Enrico de Dominicis (1884)
- Vescovo Prospero Curti (1884)
- Cardinale Francesco di Paola Cassetta (1884)
- Arcivescovo Alphonse-Martin Larue (1884)
- Arcivescovo Fernando Antonio Arturo de Merino y Ramírez (1885)
- Vescovo Dionisio Nicolosi (1885)
- Arcivescovo Carlo Maria Borgognini (1886)
- Arcivescovo Gisleno Veneri (1887)
- Vescovo Manuel Francisco Vélez (1887)
- Arcivescovo Henry O'Callaghan (1888)
- Vescovo Luigi Nicora (1888)
- Vescovo Giovanni Battista Rota (1888)
- Vescovo Alfonso Maria Vespignani (1888)
- Arcivescovo Benedetto Tommasi (1888)
- Vescovo Giovanni Previtera (1888)
- Arcivescovo Guido Corbelli, O.F.M.Obs. (1888)
- Arcivescovo Cesare Boccanera (1889)
- Arcivescovo Carlo Bertuzzi (1889)
- Vescovo David Camilli (1889)
- Vescovo Lorenzo Petris de Dolammare (1889)
- Vescovo Giovanni Battista Carnevalini (1889)
- Vescovo Augusto Berlucca (1889)
- Arcivescovo José Ramón Ibarra y González (1890)
- Arcivescovo Nicodario Vampa (1890)
- Vescovo Giacomo Bellucci (1890)
- Vescovo Nicanore Priori (1890)
- Cardinale Andrea Carlo Ferrari (1890)
- Vescovo Giacinto Nicolai (1890)
- Vescovo Carlo Bonaiuti (1890)
- Arcivescovo Mariano Delmiro Encarnación Soler Vidal (1891)
- Arcivescovo Eduardo Duarte e Silva (1891)
- Arcivescovo Luigi Lazzareschi (1891)
- Vescovo Generoso Mattei (1891)
- Cardinale Pietro Respighi (1891)
- Vescovo Alessandro Toti (1891)
- Vescovo Andrea Righetti (1891)
- Arcivescovo Giacomo Merizzi (1891)
- Cardinale Girolamo Maria Gotti, O.C.D. (1892)
- Patriarca Lorenzo Passerini (1892)
- Vescovo Vincenzo Franceschini (1892)
- Arcivescovo Paolo Maria Barone (1892)
- Vescovo Raffaele Sandrelli (1892)
- Vescovo Enrico Graziani (1892)
- Arcivescovo Bernardino da Portogruaro, O.F.M.Ref. (1892)
- Cardinale Alfonso Maria Mistrangelo, Sch.P. (1893)
- Vescovo Antonio Feruglio (1893)
- Vescovo Angelo Balzano (1893)
- Vescovo Benedetto Maria della Camera (1893)
- Vescovo Albino Angelo Pardini, C.R.L. (1893)
- Vescovo Luigi Giuseppe Lasagna, S.D.B. (1893)
- Vescovo Carlo Mola, C.O. (1893)
- Vescovo Francesco Magani (1893)
- Vescovo Serafino Angelini (1893)
- Vescovo Nicola Maria Merola (1893)
- Vescovo Ferdinando Maria Cieri (1893)
- Vescovo Guglielmo Stagno d'Alcontres (1893)
- Arcivescovo Francisco do Rêgo Maia (1893)
- Arcivescovo Adauctus Aurélio de Miranda Henriques (1894)
- Vescovo Ernesto Fontana (1894)
- Vescovo Francesco Baldassarri (1894)
- Arcivescovo Augusto Guidi (1894)
- Vescovo José de Camargo Barros (1894)
- Vescovo Luigi Domenico Cenci, O.F.M.Cap. (1894)
- Vescovo Carlo Quaroni (1894)
- Vescovo Bonaventura Gargiulo, O.F.M.Cap. (1895)
- Vescovo Bonaventura Quintarelli (1895)
- Vescovo Giuseppe Maria Aldanesi (1895)
- Vescovo Aristide Golfieri (1895)
- Arcivescovo Raffaele Rossi (1895)
- Vescovo Teodosio Maria Gargiulo (1895)
- Vescovo Luigi Pugliese (1895)
- Vescovo Giuseppe Barillari (1895)
- Vescovo Mauro Bernardo Pietro Nardi, O.F.M.Cap. (1895)
- Vescovo Andrea Fiore (1895)
- Arcivescovo Pietro Balestra, O.F.M.Conv. (1895)
- Vescovo Angelo Michele Iannacchino (1895)
- Vescovo Sante Mei (1895)
- Arcivescovo Pietro Monti (1895)
- Arcivescovo Giovanni Battista Ricci (1895)
- Arcivescovo Giuseppe Ridolfi (1895)
- Vescovo Marino Russo (1895)
- Vescovo Nicolò Zimarino (1895)
- Arcivescovo Nicola Averardi (1895)
- Arcivescovo Pierre-Gonzalès-Charles Duval, O.P. (1895)
- Cardinale Emidio Taliani (1896)
- Arcivescovo Agostino Accoramboni (1896)
- Arcivescovo Giuseppe Fiorenza (1896)
- Vescovo Carlo Vincenzo Ricotta (1896)
- Vescovo Domenico Ambrosi (1896)
- Vescovo Luigi De Persiis (1896)
- Vescovo Francesco Isola (1896)
- Vescovo Eutizio Parsi (1896)
- Vescovo Dionisio Alessandri (1896)
- Arcivescovo Nicola Piccirilli (1896)
- Vescovo Michele Arcangelo Pirone (1896)
- Vescovo Alfonso Maria Andreoli (1896)
- Arcivescovo Carlo Pietropaoli (1897)
- Vescovo Domenico Bianconi (1897)
- Vescovo Felice Gianfelice (1897)
- Vescovo Andrea Sarti (1897)
- Arcivescovo Giulio Tommasi (1897)
- Vescovo Francesco Vento (1897)
- Cardinale Camillo Mazzella, S.I. (1897)
- Arcivescovo Tommaso Maria Granello, O.P. (1897)
- Vescovo Giovanni Gigante (1898)
- Vescovo Pancrazio Giorgi (1898)
- Arcivescovo Bartolomeo Mirra (1898)
- Vescovo Francesco Bacchini (1898)
- Vescovo Giuseppe Batignani (1898)
- Vescovo Federico Polloni (1898)
- Arcivescovo Antonio Maria Bonito (1899)
- Vescovo Giuseppe Staiti di Brancaleone (1899)
- Arcivescovo Salvatore Tolu (1899)
- Vescovo Giuseppe Gandolfi (1899)
- Vescovo Ignazio Monterisi (1900)
- Vescovo Tito Maria Cucchi (1900)
- Arcivescovo Paolo Jacuzio (1900)
- Vescovo Sabbatino Giani (1900)
- Arcivescovo Gennaro Costagliola, C.M. (1901)
- Vescovo Mario Palladino (1901)
- Vescovo Francesco Certo Garipoli (1901)
- Arcivescovo Arturo Marchi (1901)
- Vescovo Gennaro Trama (1901)
- Arcivescovo Benedetto Bonazzi, O.S.B. (1902)
- Arcivescovo Guido Maria Conforti (1902)
- Cardinale Pietro Maffi (1902)